# Bruchins

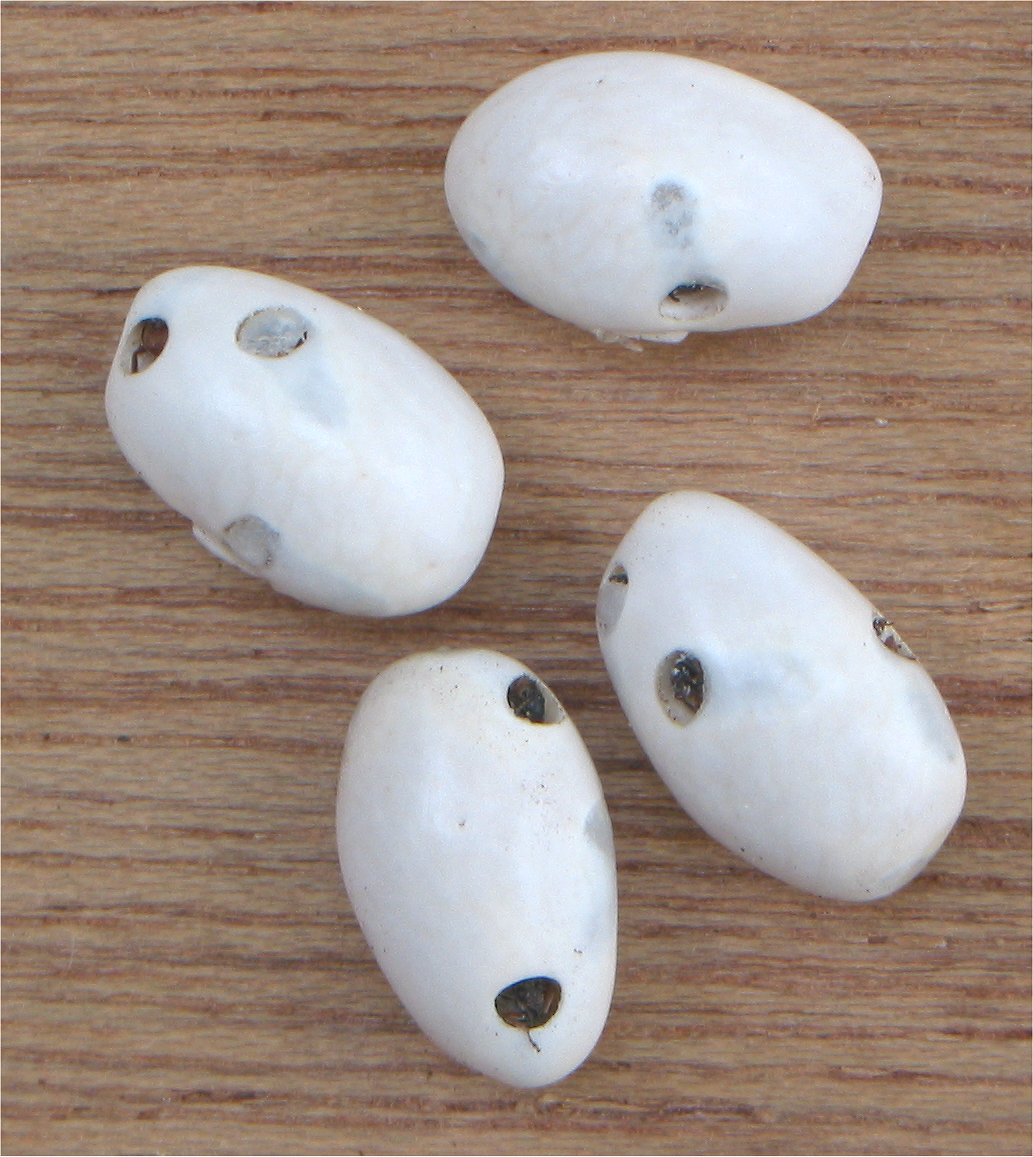
Danys a les llavors causats per larves dAanthoscelides obtectus

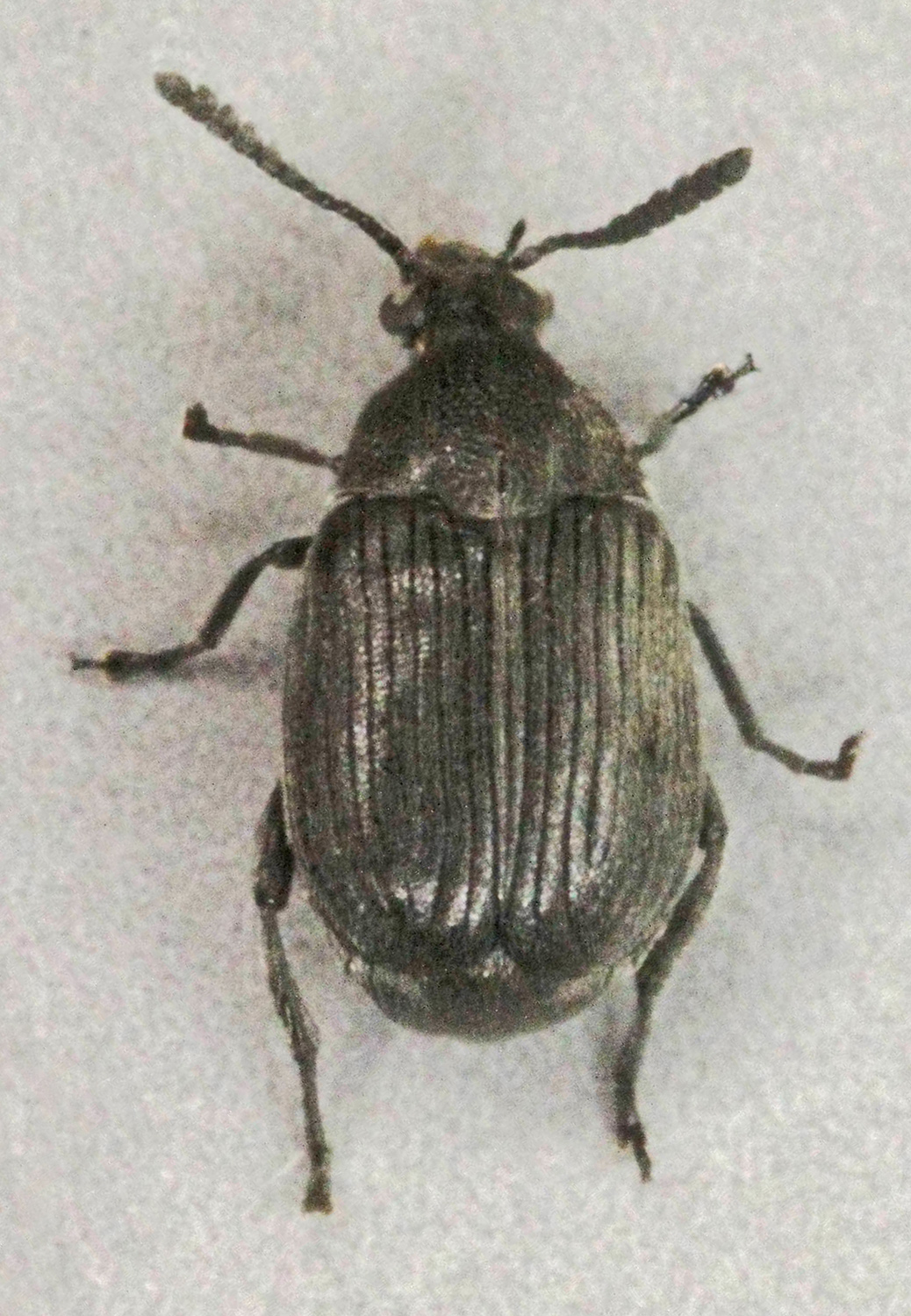
Bruchidius villosus

Els bruchins (Bruchinae) són una subfamília de coleòpters de la família Chrysomelidae. La majoria s'alimenten de llavors i alguns són plagues dels llegums.
Durant molt de temps van ser considerats com una família separada (Bruchidae). També foren inclosos entre els curculiònids, dels quals es diferencien prou. Les classificacions actuals coincideixen a situar-lo com a subfamília dels crisomèlids.

## Característiques
Són de petita grandària (2-4 mm de llarg), amb un cos gruixut i convex, de color fosc amb pilositat clara; els èlitres són gairebé quadrats i truncats posteriorment i deixen de vegades l'extrem de l'abdomen al descobert, que també és troncat.

## Història natural
Els adults de moltes espècies són florícoles i s'alimenten de pol·len. Les seves larves es desenvolupen a l'interior de diverses llavors, gairebé sempre lleguminoses com a pèsols, llenties, mongetes, etc., amb un elevat grau d'especificitat.
A causa del desenvolupament larvari dins de les llavors de lleguminoses poden constituir plagues perquè destrueixen les llavors emmagatzemades per a l'agricultura o el consum animal o humà. Així, poden ser molt perjudicials per a l'agricultura, la ramaderia o el benestar humà. Tres espècies destacades són:
- Acanthoscelides obtectus, el corc de mongeta, la larva del qual, de 3,3 mm, viu en les mongetes o fesols.
- Zabrotes subfasciatus, el corc del fesol.
- Bruchus pisorum, el corc o corcó o jaumet del(s) llegum(s), espècie que viu en els pèsols.

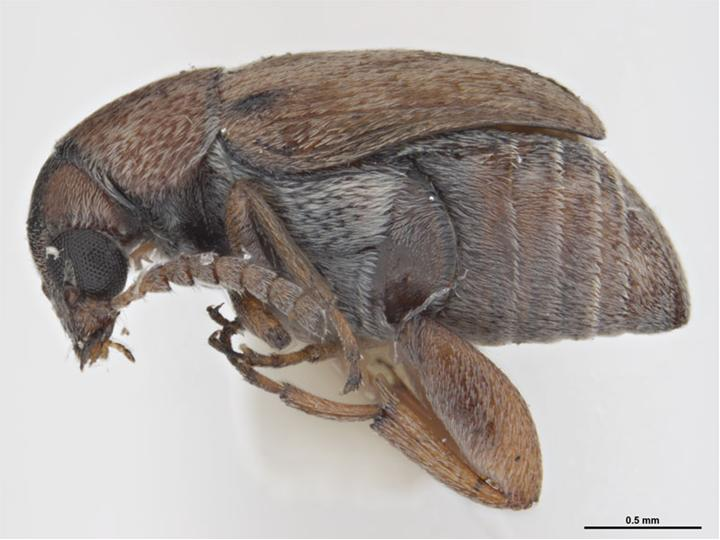
Acanthoscelides longescutus

## Gèneres
La subfamília Bruchinae conté al voltant de 1700 espècies en les següents tribus, subtribus i gèneres:
- Tribu Rhaebini Blanchard, 1845

- Rhaebus Fischer von Waldheim, 1824

- Tribu Pachymerini Bridwell, 1929

- Subtribu Pachymerina Bridwell, 1929

- Pachymerus Thunberg, 1805
- Butiobruchus Prevett, 1966
- Caryobruchus Bridwell, 1929
- Caryoborus Schoenherr, 1833

- Subtribu Caryedontina Bridwell, 1929

- Mimocaryedon Decelle, 1968
- Caryedon Schoenherr, 1823
- Caryotrypes Decelle, 1968
- Aforedon Decelle, 1965
- Exoctenophorus Decelle, 1968

- Subtribu Caryopemina Bridwell, 1929

- Protocaryopemon Borowiec, 1987
- Diedobruchus Pic, 1913
- Caryopemon Jekel, 1855

- Tribu Amblycerini Bridwell, 1932

- Subtribu Amblycerina Bridwell, 1932

- Amblycerus Thunberg, 1815

- Subtribu Spermophagina Borowiec, 1987

- Zabrotes Horn, 1885
- Spermophagus Schoenherr, 1833

- Tribu Eubaptini Bridwell, 1932

- Eubaptus Lacordaire, 1945

- Tribu Kytorhinini Bridwell, 1832

- Kytorhinus Fischer von Waldheim, 1809

- Tribu Bruchini Latreille, 1802

- Subtribu Bruchina Latreille, 1802

- Bruchus Linnaeus, 1767

- Subtribu Megacerina Bridwell, 1946

- Megacerus Fahraeus, 1839

- Subtribu Acanthoscelidina Bridwell, 1946

- Gibbobruchus Pic, 1913
- Ctenocolum Kingsolver & Whitehead, 1974
- Caryedes Hummel, 1827
- Meibomeus Bridwell, 1946
- Penthobruchus Kingsolver, 1973
- Pygiopachymerus Pic, 1911
- Merobruchus Bridwell, 1946
- Acanthoscelides Schilsky, 1905
- Mimosestes Bridwell, 1946
- Stylantheus Bridwell, 1946
- Altheus Bridwell, 1946
- Pseudopachymerina Zacher, 1952
- Neltumius Bridwell, 1946
- Stator Bridwell, 1946
- Sennius Bridwell, 1946
- Megasennius Whitehead & Kingsolver, 1975
- Algarobius Bridwell, 1946
- Scutobruchus Kingsolver, 1968
- Rhipibruchus Bridwell, 1932
- Pectinibruchus Kingsolver, 1967
- Dahlibruchus Bridwell, 1931
- Cosmobruchus Bridwell,, 1931
- Lithraeus Bridwell, 1952
- Bonaerius Bridwell, 1952
- Spatulobruchus Borowiec, 1987
- Palpibruchus Borowiec, 1987
- Specularius Bridwell, 1938
- Acanthobruchidius Borowiec, 1980
- Palaeoacanthoscelides Borowiec, 1985
- Horridobruchus Borowiec, 1984
- Callasobruchus Pic, 1902
- Bruchidius Schilsky, 1905
- Salviabruchus Decelle, 1982
- Sulcobruchus Chujo, 1937
- Parasulcobruchus Anton, 1999
- Borowiecus Anton, 1994
- Megabruchidius Borowiec, 1984
- Conicobruchus Decelle, 1951
- Kingsolverius Borowiec, 1987
- Decellebruchus Borowiec, 1987
- Margaritabruchus Romero & Johnson, 2001